# Stellarator

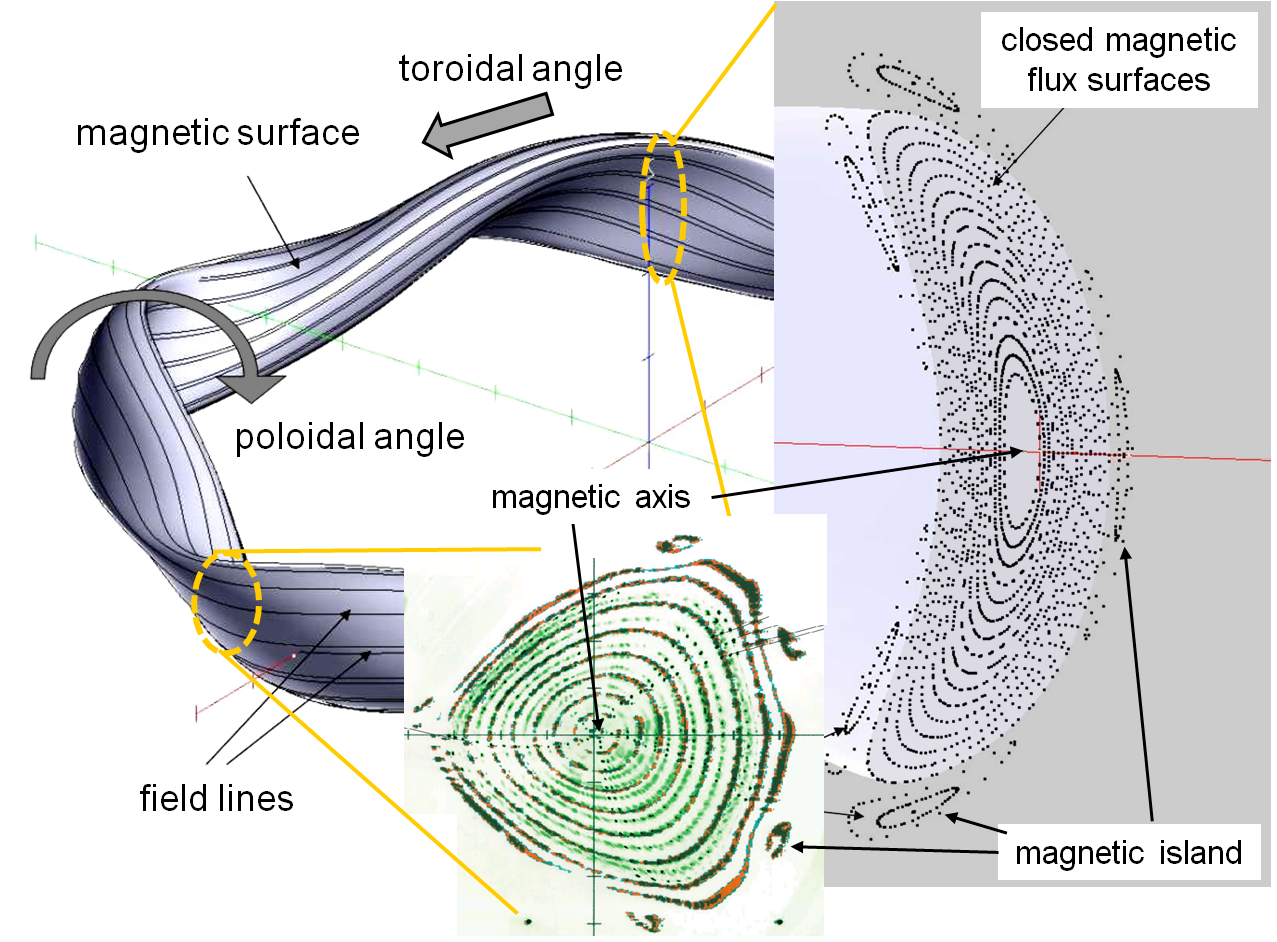
Campo magnetico di uno Stellarator

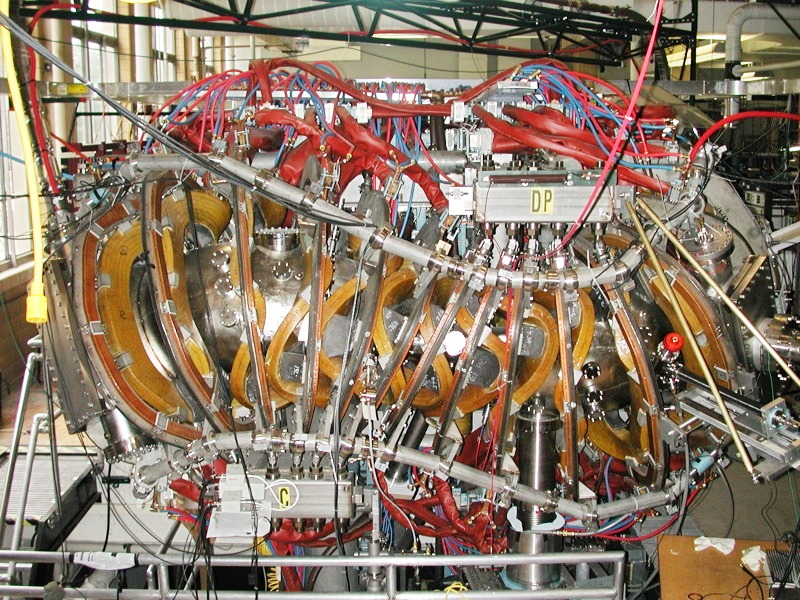
Stellarator HSX

Uno stellarator è uno strumento usato per confinare il plasma caldo con dei campi magnetici per sostenere una reazione nucleare di fusione controllata. Fu uno dei primi strumenti per il controllo della fusione, ideato da Lyman Spitzer nel 1950 e costruito l'anno successivo in quello che poi verrà chiamato Princeton Plasma Physics Laboratory (Laboratorio di fisica del plasma di Princeton).
Il nome si riferisce alla possibilità di sfruttare la fonte di energia del sole, una stella.
Gli stellarator furono molto usati tra gli anni cinquanta e sessanta del Novecento, ma furono raggiunti migliori risultati con i progetti tokamak, per cui questi ultimi furono preferiti a partire dagli anni settanta.
Negli anni novanta gli stellarator tornarono di nuovo interessanti, dopo alcuni problemi emersi con i tokamak, quindi furono costruite nuove macchine.
Alcuni dei più importanti progetti sperimentali recenti sono il tedesco Wendelstein 7-X del centro di ricerca Max Planck a Greifswald (costato 1 miliardo di euro), lo statunitense Helically Symmetric Experiment (HSX), e il giapponese Large Helical Device.